# Festival international du film de Thessalonique 2011
Le Festival international du film de Thessalonique 2011 est la 52e édition du Festival international du film de Thessalonique. Il se tient du 2 au 13 novembre 2011.
Après plusieurs années de difficultés financières, grâce à un apport de 1,6 million d'euros du cadre de référence stratégique national (CRSN) grec, le festival n'a pas souffert, contrairement à son petit frère, le festival de courts-métrages qui a failli être annulé au printemps dernier.

## Jury
- Président : Laurence Kardish Museum of Modern Art, New York
- Membres :
  - Sitora Alieva (Russie)
  - Frédéric Boyer (France)
  - Konstantin Giannaris (Grèce)
  - Hisami Kuroiwa (en) (États-Unis)

## Films sélectionnés

### Internationaux
- Alois Nebel de Tomáš Luňák
- Behold the Lamb de John Mcllduff
- Donkeys de Odin Salazar Flores
- Eighty Letters de Václav Kadrnka
- J.A.C.E de Menelaos Karamaghiolis
- Paradise de Panayotis Fafoutis
- Porfirio de Alejandro Landes
- The Fire  de Brigitte Maria Bertele
- Mabul de Guy Nattiv
- The House de Zuzana Liová
- La Terre outragée de Michale Boganim
- The Salesman de Sébastien Pilote
- Toll Booth (film) (en) de Tolga Karaçelik
- Twilight Portrait de Angelina Nikonova
- Without de Mark Jackson

### Grecs
- F.L.S de Thanos Tsavlis
- Girl with Big Eyes de Alexis Tsafas
- J.A.C.E de Menelaos Karamaghiolis
- Magic Hour de Costas Kapakas
- Man at Sea (director's cut) de Konstantin Giannaris
- Paradise de Panayotis Fafoutis
- Sotiria de Jason Tzavellas
- Super Demetrios de Georgios Papaioannou
- The City of Children de Yorgos Gikapeppas
- Unfair World de Filippos Tsitos
- Venus in the Garden de Telémachos Alexiou

## Hommages
Quatre rétrospectives rendent hommage à Sara Driver (Stranger Than Paradise et Permanent Vacation), Ole Christian Madsen (Les Soldats de l'ombre et SuperClassico), Paolo Sorrentino (Il divo et This Must Be the Place) et Konstantin Giannaris (ses 17 longs métrages et tous ses courts métrages).

## Événements collatéraux
Une table ronde sur les cinémas roumain, israélien et grec ; un atelier avec Ulrich Seidl ; trois expositions (Spyros Staveris ; Rainer Simon ; Rrose Selavy).

## Palmarès
- Twilight Portrait de Angelina Nikonova : meilleur film (Alexandre d'or)
- Eighty Letters de Václav Kadrnka : deuxième meilleur film (Alexandre d'argent) et prix FIPRESCI
- Porfirio de Alejandro Landes : prix du jury pour l'originalité et l'innovation (Alexandre de bronze)
- Mark Jackson (Without) : meilleur réalisateur
- Stefania Goulioti (J.A.C.E) : meilleure actrice
- Wotan Wilke Moehring (The Fire) : meilleur acteur
- Behold the Lamb de John Mcllduff : meilleur scénario